# Haghimashella
Haghimashella es un género de foraminífero bentónico de la familia Textulariopsidae, de la superfamilia Spiroplectamminoidea, del suborden Spiroplectamminina y del orden Lituolida. Su especie tipo es Haghimashella arcuata. Su rango cronoestratigráfico abarca desde el Calloviense (Jurásico medio) hasta el Valanginiense (Cretácico inferior).

## Discusión
Clasificaciones previas incluían Haghimashella en el suborden Textulariina del orden Textulariida, o en el orden Lituolida sin diferenciar el suborden Spiroplectamminina.

## Clasificación
Haghimashella incluye a la siguiente especie:
- Haghimashella arcuata